# Evelyn Adunka
Evelyn Adunka (* 22. Oktober 1965 in Villach) ist eine österreichische Historikerin und Publizistin.

## Leben
Evelyn Adunka studierte Philosophie, Geschichtswissenschaften und Judaistik an der Universität Wien und wurde dort mit einer später auch als Buch veröffentlichten Arbeit über Friedrich Heer zum Dr. phil. promoviert.
Sie war Lehrbeauftragte für moderne jüdische Philosophie an der Universität Wien.
Der Schwerpunkt ihrer Forschungen liegt auf dem Gebiet der jüdischen Zeit- und Geistesgeschichte, zu dem sie zahlreiche Arbeiten veröffentlichte.
Adunka ist Redaktionsmitglied der Zwischenwelt. Zeitschrift für Kultur des Exils und des Widerstands, Vorstandsmitglied der „Österreichischen Gesellschaft für Exilforschung“ und war Gründungs- und langjähriges Vorstandsmitglied der 1990 in Wien gegründeten jüdisch liberalen Gemeinde „Or Chadasch – Bewegung für progressives Judentum“.
2019 wurde sie mit dem Preis der Stadt Wien für Publizistik ausgezeichnet.

## Publikationen
Eigenständige Publikationen
- Das messianische Denken Adornos. Eine Studie zur jüdischen Philosophie und Identität in diesem Jahrhundert. Diplomarbeit, Universität Wien, Wien 1988.
- Friedrich Heer. Eine intellektuelle Biographie. Tyrolia, Innsbruck 1995, ISBN 3-7022-1868-8.
- Die vierte Gemeinde. Die Wiener Juden in der Zeit von 1945 bis heute. Philo, Berlin 2000, ISBN 3-8257-0163-8.
- Exil in der Heimat. Über die Österreicher in Israel. StudienVerlag, Innsbruck/Wien/Bozen 2002, ISBN 3-7065-1482-6.
- Der Raub der Bücher. Plünderung in der NS-Zeit und Restitution nach 1945. Über Verschwinden und Vernichten von Bibliotheken in der NS-Zeit und ihre Restitution nach 1945. Czernin, Wien 2002, ISBN 3-7076-0138-2.[1]
- Der Stadttempel Wien. Geschichte – Rabbiner – Kantoren. Herausgegeben von der Stiftung Neue Synagoge Berlin, Centrum Judaicum, Hentrich & Hentrich, Teetz 2008, ISBN 978-3-938485-55-2 (= Jüdische Miniaturen, Band 62).
- Max Eisler. Wiener Kunsthistoriker und Publizist. Hentrich & Hentrich Berlin, Leipzig 2018, ISBN 978-3-95565-281-4 (über Max Eisler).
- Zionistenkongresse in Wien. Der XI. Zionistenkongress 1913 im Musikverein mit der Gründung der Hebräischen Universität und der XIV. Zionistenkongress 1925 im Konzerthaus. Edition INW, Wien 2018, ISBN 3-9500356-7-2
- Meine jüdischen Autobiographien. Eine Leseverführung und subjektive Auswahl. Verlag der Theodor Kramer Gesellschaft, Wien 2021, ISBN 978-3-901602-97-9.

Als Mitautorin
- mit Dieter J. Hecht und Sabine Mayr: Brücken, Beziehungen, Blockaden. Initiativen und Organisationen in Österreich und Israel seit 1945. Edition INW, Wien 2007, ISBN 978-3-9500356-5-0.
- mit Gabriele Anderl: Jüdisches Leben in der Wiener Vorstadt: Ottakring und Hernals. Mandelbaum, Wien 2013, ISBN 978-3-85476-389-5. (Aktualisierte Neuauflage: Jüdisches Ottakring und Hernals. Mandelbaum, Wien 2020, ISBN 978-3-85476-870-8).
- mit Klaus Kreppel: Jonas Kreppel – glaubenstreu und vaterländisch. Biographische Skizze über einen österreichisch-jüdischen Schriftsteller. Unter Mitwirkung von Evelyn Adunka und Thomas Soxberger, Mandelbaum, Wien 2017, ISBN 978-3-85476-814-2.

Als Mitarbeiterin
- Die Zeit gibt die Bilder. Schriftsteller, die Österreich zur Heimat hatten. Hrsg. Ursula Seeber. Mit Bio-bibliografischen Textbeiträgen von Evelyn Adunka und Fotografien von Alisa Douer. Verlag der Dokumentationsstelle für Neuere Österreichische Literatur, Wien 1992, ISBN 3-900467-30-7.
- Siglinde Bolbecher, Konstantin Kaiser: Lexikon der österreichischen Exilliteratur. Deuticke, Wien 2000, ISBN 3-216-30548-1.
- Paul Chaim Eisenberg: Erlebnisse eines Rabbiners. Geschichte und Geschichten. Biographie. Molden, Wien 2006, ISBN 3-85485-127-8.

Als Herausgeberin
- mit Albert Brandstätter: Das jüdische Lehrhaus als Modell lebensbegleitenden Lernens. Passagen Verlag, Wien 1999, ISBN 3-85165-391-2.
- mit Peter Roessler: Die Rezeption des Exils. Geschichte und Perspektiven der österreichischen Exilforschung. Mandelbaum, Wien 2003 ISBN 3-85476-058-2
- Tagebücher von Emanuel Fiscus (1916–1921). StudienVerlag, Innsbruck/Wien/Bozen 2008, ISBN 978-3-7065-4598-3.
- mit Gerald Lamprecht und Georg Traska: Jüdisches Vereinswesen in Österreich im 19. und 20. Jahrhundert. StudienVerlag, Innsbruck/Wien/Bozen 2011, ISBN 978-3-7065-4946-2.
- mit Konstantin Kaiser: Gerda Hoffer, Judith Hübner: Zwei Wege ein Ziel. Zwei Frauenschicksale zwischen Wien und Jerusalem. Verlag der Theodor Kramer Gesellschaft, Wien 2011, ISBN 978-3-901602-42-9.
- Sophie Roth: Für mein Schurlikind. Tagebuch 1940–1944. Verlag der Theodor Kramer Gesellschaft, Wien 2012, ISBN 978-3-901602-48-1.
- mit Judith Aistleitner und Alexander Emanuely: Alfons Petzold, Marek Scherlag: Vieler Sterne Geist. Moderne jiddische Lyrik. Verlag der Theodor Kramer Gesellschaft, Wien 2017, ISBN 978-3-901602-72-6.
- mit Primavera Driessen Gruber und Simon Usaty: Exilforschung: Österreich. Leistungen, Defizite & Perspektiven. Mandelbaum, Wien 2018, ISBN 978-3-85476-449-6.
- mit Helmuth A. Niederle: Wolfgang Georg Fischer: Aus meinen Schreibstuben in London, Wien und am Grundlsee 1951 bis 2018. Löcker, Wien 2018, ISBN 978-3-85409-944-4.
- mit Andrea M. Lauritsch: Arthur Freud. Rückblicke. Erinnerungen eines Zionisten. Mähren – Görz/Gorizia – Triest/Trieste – Wien. Kommentiert und redigiert von Armin A. Wallas. Mandelbaum, Wien 2019, ISBN 978-3-85476-822-7
- Bruno Frei: Der Strohhut. Jugenderinnerungen. Herausgegeben mit einem Nachwort von Evelyn Adunka. Verlag der Theodor Kramer Gesellschaft, Wien 2024, ISBN 978-3-903522-15-2

## Notizen
1. ↑  zu den zusammengeraubten Bibliotheken für die Hohe Schule der NSDAP des Alfred Rosenberg

| Personendaten    | Personendaten                                |
| ---------------- | -------------------------------------------- |
| NAME             | Adunka, Evelyn                               |
| KURZBESCHREIBUNG | österreichische Historikerin und Publizistin |
| GEBURTSDATUM     | 22. Oktober 1965                             |
| GEBURTSORT       | Villach                                      |